# أظافر الجل
يوجد نوعان من الجل: الجل الصلب والجل اللّين، ويسمى النوع الأول بالجل الصلب لأنه بعد أن يعالج يصبح قويًا بما يكفي ليصنّع كوصلات أظافر، وصلات الأظافر هي أظافر اصطناعية مصنوعة باستخدام منتج أظافر لإطالة الأظفر وراء حافة الأظفر الطبيعية.
يشير الجل اللين إلى الجل ذي الليونة العالية حيث من الصعب تصنيع وصلات أظافر منه، ويتضمن طلاء الجل والجل الأثقل منه المستخدم لخدمات أصباغ الجل.
يستخدم الجل في طلاء الأظافر الذي تتزايد شهرته، عندما يوضع هذا الطلاء بواسطة محترفين ذوي خبرة واهتمام وحذرين على الأظافر الطبيعية يبقى سليمًا على الأظافر، ومشع بدون أي تكسر، أو تقشر، أو تقطع لمدة أسبوعين على الأقل.
المنتج المستخدم لصناعة وصلات الأظافر بالجل أو أظافر الجل هو الجل، ولكي لا يكون الأمر متشابكا؛ أظافر الأكريليك مصنوعة باستخدام بودرة المونومير والبوليمير السائلة.
تؤدى جميع خدمات الجل باستخدام شكل من أشكال الجل يوضع في قدور أو علب من طلاء الجل.
يوجد ألوان متعددة للجل، وتتطلب كل أنواع الجل معالجة أو تقوية تحت أشعة فوق بنفسجية التي يمكن أن تكون إما بواسطة لمبة تقليدية أو مصباح إل إي دي
تشير المعالجة بالأشعة الفوق البنفسجية إلى العملية الكيميائية التي تحدث حين يظهر المبادر الضوئي في الجل تحت الأشعة الفوق بنفسجية أو الضوء الأزرق، تسبب الطاقة الناتجة من الضوء كسر روابط محددة في جزيئات المبادر لتكسير وتشكيل جذور حرة، تبدأ الجذور مهاجمة الروابط المزدوجة في جزيئات مركب الجل، فيبدأ تفاعل بلمرة الذي يشمل بالنهاية كل جزيئات الجل.
يحتوي الجل عادة على خليط من أكريليك المونومير والأوليغومرات التي تندمج لتشكل سلاسل طويلة ومتشابكة خلال البلمرة وتعرف بعملية متصالبة،
تجعل هذه السلاسل الطويلة والمتماسكة الجل صلب ومقاوم كيميائيًا.
عادةً حين تنتهي وصلات الأظافر أو طلاء الأظافر يبقى طبقة دبقة تسمى بـ «طبقة التثبيط» تُزال بالمسح بمنديل خالي من الوبر منقوع في كحول مركزة.
تنتهي العميلة بوضع زيت للبشرة على جميع الأظافر، ليعيد تغذية البشرة بعد الوضع القاسي للكحول.
أظافر الجل والأظافر الصناعية الأخرى

## أظافر الأكريليك
تعد أظافر الأكريليك أكثر نوع رائج من الأظافر الصناعية ويشار إليها أيضًا بـ «الأظافر البودرة والسائلة»، عُرفت من قرون، إلا أن منتجات أظافر الجل إضافة حديثة لصناعة الأظافر حيث ظهرت عام 1980 .
تعد أشهر خدمة أظافر الأكريليك هي الوردية والبيضاء، والتي تشير لاستخدام الأكريليك وردي اللون وبودرة الأكريلك الأبيض لصنع مظهر مناكير فرنسية طويل الأجل.
يمكن صناعة وصلات أظافر الأكريلك باستخدام أشكال لصنع أظافر منحوتة أو أطراف كما في أظافر الجل، الأشكال عبارة عن ملصقات خاصة توضع في نهاية كل أصبع –تحت الأظفر- ومحفوظة في مكان ليُنحت الأكريلك المبلل وصلة أظفر في حافظة أظفر الأصبع، وبالتالي كل وصلة أظفر منحوتة ولهذا يشار إليها بـ «النحت» أو «الأظافر المنحوتة».
ببساطة الأطراف هي أطراف أظافر مصنوعة بكتل بلاستيكية تُلصق في حافة أظفر الأصبع بصمغ للأظافر، يقص كل طرف ويصنف شكله قبل وضع الأكريلك المبلل وقبل صناعة وصلة الأظفر.

## أغلفة الحرير والألياف الزجاجية
أغلفة الحرير والألياف الزجاجية هي وسائل تغطية. يغطي المنتج طبقة الأظافر الطبيعية، لذا هذه الحالة يقوم مدرم الأظافر بقص قطع من الحرير أو الزجاج ولصقها في الأظافر باستخدام الصمغ.
يستخدم هذا المنتج في حالة انكسار الأظافر أو لتقوية الأظافر الطبيعة.

## مميزات أظافر الجل
·     تسمح أظافر الجل للمصابين بحساسية من أظافر الأكريلك أو الصمغ بالاستمتاع بوصلات الأظافر.
·     يقول مستخدمين أظافر الجل أنها أكثر راحة وأقل صلبة من وصلات أظافر الأكريلك.
·     تسهل إزالة أظافر الجل الناعمة بالنقع أو التغطية بالأسيتون لمدة تترواح ما بين 8-15 دقيقة بدون ضرر كبير للأظافر الطبيعية.
·     تبقى أظافر الجل لمدة 3 أسابيع بدون أي تكسر، أو تقشر، أو تقطع.
·     مظهرها النهائي لماع.
·     خالية من الروائح.
·     وقت المعالجة سريع حين استخدام إضاءة ليد، فالوقت يستغرق من 5-10 ثواني بمصباح ليد ذو 36 واط، المصابيح الأكثر قوة تظهر كل الوقت خلال 60 ثانية وتصبح جاهزة خلال وقت الكتابة.
·     تجف أظافر الجل بسرعة خلال عملية الوضع فلا داعي للقلق من التلطيخ أو تخريب طلاء الأظافر.
·     تبقى لامعة ولا تبهت مثل طلاء الأظافر العادي.
·     الأكريلك أكثر قوة، نريد أظافرنا أن تنحني حين تصدم بشيء صلب، أظافر الجل توفر هذه المرونة، فهي تأخذ الضغط من هذه القوة وتتحطم لكن عادة الأظافر لا تنكسر.

## سلبيات أظافر الجل
·     من الممكن أن تكون معقدة للناس لوضعها لأنفسهم.
·     من الممكن أن تزيد أظافر الجل من خطورة الإصابة بعدوى إذا لم تنفذ في مركز تجميل محترف.
·     مكلفة أكثر من طلاء الأظافر التقليدي.
·     إزالتها أصعب من إزالة طلاء الأظافر التقليدي.